# استفسارات حسابية (كتاب)
استفسارات حسابية (باللاتينية Disquisitiones Arithmeticae) هو نص في نظرية الأعداد كتبه باللاتينية كارل فريدريش غاوس عام 1798 عندما كان عمره واحد وعشرون عاما ونشر لأول مرة عام 1801 عندما كان عمره أربعة وعشرون عاما.

## المحتوى
ينقسم الكتاب إلى سبعة أجزاء وهي :
- الجزء الأول : في هذا الجزء، ابتكر غاوس الرمز ≡. يكون عدد ما مساويا لعدد ثان ما بتردد عدد ثالث ما، إذا كان الفرق بين العددين الأول والثاني قابلا للقسمة على العدد الثالث. كان لهذا الرمز ولهذا المفهوم أثر كبير في تطور الحسابيات التوافقية.
- الجزء الثاني : انظر إلى مبرهنة الباقي الصينية وإلى مبرهنة غاوس (متعددات الحدود).
- الجزء الثالت : يتطرق هذا الجزء إلى دراسة قيم المتتاليات الهندسية بتردد عدد أولي p ما. بتعبير آخر، يتطرق إلى قيم المتتالية {\displaystyle a}, {\displaystyle a^{2}}, {\displaystyle a^{3}}, ... بتردد p، حيث a هو عدد صحيح غير قابل للقسمة على p. انظر إلى مبرهنة فيرما الصغرى وإلى جذور الوحدة (رياضيات) وإلى مبرهنة أويلر.
- الجزء الرابع : انظر إلى باق تربيعي وإلى تقابل تربيعي.
- الجزء الخامس : تطرق غاوس في بداية دراسته إلى الأشكال التربيعية ذات معاملات صحيحة ومتغيرين اثنين. انظر إلى مميز.
- الجزء السادس : تطبيقات لجميع المواضيع المتطرق إليها سابقا.
- الجزء السابع : معادلات تعرف قطعة دائرية

## الأهمية
1-حساب مساحة ومحيط القطاع الدائرى
2-حساب محيط ومساحة دائره بمعلومية وتر وزاويه في القطاع الدائرى

## روابط خارجية
- استفسارات حسابية على موقع الموسوعة البريطانية (الإنجليزية)